# Col de Pouriac
Der Col de Pouriac (franz.) oder Colle di Puriac (ital.) ist ein Grenzpass zwischen Italien und Frankreich. Von italienischer Seite führt eine Militärstraße bis zum Scheitel in 2506 Metern Höhe. Diese ist bereits kurz vor dem Dörfchen Ferrere für den motorisierten Verkehr gesperrt. Die Straße ist bis zu der Alm Gias di Colombart noch in einem für PKW befahrbaren Zustand. Der weitere Weg zum Scheitel, wo sich ganz in der Nähe aus einer Quelle der Bach Pouriac in das Pouriactal ergießt, ist fast vollkommen verfallen.
Schwierigkeitsgrad nach der Denzel-Alpenstraßen-Skala: 4-5